# Platyeutidium bahiense
Platyeutidium bahiense är en skalbaggsart som först beskrevs av Sylvain Auguste de Marseul 1860.  Platyeutidium bahiense ingår i släktet Platyeutidium och familjen stumpbaggar. Inga underarter finns listade i Catalogue of Life.